# 幕末四大人斬
幕末四大人斬為江戶時代末期（幕末）所暗中活躍的四個刺客（人斬）的總稱，分別是以下四人（皆被冠上“人斬某某”的稱號）：
- 熊本藩：河上彥齋
- 薩摩藩：中村半次郎
- 土佐藩：岡田以藏
- 薩摩藩：田中新兵衛

四人全為倒幕派的人物。但是除了田中新兵衛之外，其他三人被稱作人斬的次數相對更多。然而實際上河上和中村殺人的記錄相當稀少。
另外也有新選組的大石鍬次郎被叫做「人斬鍬次郎」。